# Va Fangool!
"Va Fangool!" var opfølgeren til Nephews første single, "007 Is Also Gonna Die", fra deres fjerde studiealbum, DanmarkDenmark. Singlen opnåede ligesom "007 Is Also Gonna Die" guld-certificering. 
GAFFA kårede i december 2009 "Va Fangool!" til Årets Danske Single. Forløberen, "007 Is Also Gonna Die", blev ved samme lejlighed kåret til den 18. bedste single i 2009.
"Va Fangool" er amerikansk/italiener-slang, der betyder "Knep dig selv!"